# Gospin vlasak
Gospin vlasak (lat. Adiantum), biljni rod iz porodice bujadovki (Pteridaceae). Pripada mu oko 230 vrsta (trenutno 232) raširenih diljem svijeta (uglavnom vlažna područja u planinama, osobito na Andama), od kojih u Hrvatskoj raste venerina kosa (A. capillus-veneris) ili gospina kosa, često nazivana pod imenom roda kao gospin vlasak.

## Vrste
1. Adiantum abscissum Schrad.
2. Adiantum acrolobum A.Rojas
3. Adiantum adiantoides C.Chr.
4. Adiantum aethiopicum L.
5. Adiantum alan-smithii R.Y.Hirai, Sundue & J.Prado
6. Adiantum alarconianum Gaudich.
7. Adiantum aleuticum (Rupr.) C.A.Paris
8. Adiantum alleniae S.Linds.
9. Adiantum alomae Caluff
10. Adiantum amblyopteridium Mickel & Beitel
11. Adiantum amplum C.Presl
12. Adiantum anceps Maxon & C.V.Morton
13. Adiantum andicola Liebm.
14. Adiantum aneitense Carruth.
15. Adiantum argutum Splitg.
16. Adiantum atroviride Bostock
17. Adiantum balfourii Baker
18. Adiantum bellum T.Moore
19. Adiantum blumenavense Rosenst.
20. Adiantum braunii Mett.
21. Adiantum cajennense Willd. ex Klotzsch
22. Adiantum calcareum Gardner
23. Adiantum camptorachis Sundue, J.Prado & A.R.Sm.
24. Adiantum capillatum A.R.Sm. & J.Prado
25. Adiantum capillus-junonis Rupr.
26. Adiantum capillus-veneris L.
27. Adiantum caribense A.Rojas
28. Adiantum caryotideum Christ
29. Adiantum caudatum L.
30. Adiantum celebicum Christ
31. Adiantum chienii Ching
32. Adiantum chilense Kaulf.
33. Adiantum ciliatum Blume
34. Adiantum cinnamomeum Lellinger & J.Prado
35. Adiantum comoroense (Tardieu) Verdc.
36. Adiantum concinnum Humb. & Bonpl. ex Willd.
37. Adiantum confine Fée
38. Adiantum cordatum Maxon
39. Adiantum cremersii Boudrie & J.Prado
40. Adiantum crespianum Bosco
41. Adiantum cunninghamii Hook.
42. Adiantum cupreum Copel.
43. Adiantum curvatum Kaulf.
44. Adiantum davidii Franch.
45. Adiantum dawsonii Lellinger & J.Prado
46. Adiantum decipiens Desv.
47. Adiantum decoratum Maxon & Weath.
48. Adiantum deflectens Mart.
49. Adiantum delicatulum Mart.
50. Adiantum deltoideum Sw.
51. Adiantum dentatum A.H.Wang, F.G.Wang & F.W.Xing
52. Adiantum diaphanum Blume
53. Adiantum digitatum C.Presl
54. Adiantum dioganum Glaziou
55. Adiantum diphyllum Maxon
56. Adiantum discolor J.Prado
57. Adiantum dissimulatum Jenman
58. Adiantum dolosum Kunze
59. Adiantum edgeworthii Hook.
60. Adiantum elegantulum Maxon
61. Adiantum erylliae Tardieu & C.Chr.
62. Adiantum erythrochlamys Diels
63. Adiantum excisum Kunze
64. Adiantum feei Moore
65. Adiantum fengianum Ching
66. Adiantum filiforme Gardner
67. Adiantum flabellulatum L.
68. Adiantum formosanum Tagawa
69. Adiantum formosum R.Br.
70. Adiantum fournieri Copel.
71. Adiantum fragile Sw.
72. Adiantum fructuosum Kuntze
73. Adiantum fuliginosum Fée
74. Adiantum fulvum Raoul
75. Adiantum galeottianum Hook.
76. Adiantum gertrudis Espinosa
77. Adiantum giganteum J.Prado
78. Adiantum gingkoides C.Chr.
79. Adiantum glabrum Copel.
80. Adiantum glaucescens Klotzsch
81. Adiantum gomphophyllum Baker
82. Adiantum gracile Fée
83. Adiantum granvilleanum Boudrie & J.Prado
84. Adiantum gravesii Hance
85. Adiantum grossum Mett.
86. Adiantum henslovianum Hook.f.
87. Adiantum hirsutum Bory
88. Adiantum hispidulum Sw.
89. Adiantum hollandiae Alderw.
90. Adiantum hornei Baker
91. Adiantum hosei Baker
92. Adiantum humile Kunze
93. Adiantum imbricatum R.M.Tryon
94. Adiantum incertum Lindm.
95. Adiantum incisum Forssk.
96. Adiantum induratum Christ
97. Adiantum intermedium Sw.
98. Adiantum isthmicum B.Zimmer
99. Adiantum japonicum T.Zhao, Z.Y.Zuo, J.Wen & J.Mei Lu
100. Adiantum jordanii Müll.Hal.
101. Adiantum juxtapositum Ching
102. Adiantum kendalii Jenman
103. Adiantum kingii Copel.
104. Adiantum klossii Gepp
105. Adiantum krameri B.Zimmer
106. Adiantum lamrianum Bidin & R.Jaman
107. Adiantum latifolium Lam.
108. Adiantum latipinnulum Boudrie & J.Prado
109. Adiantum leprieurii Hook.
110. Adiantum lianxianense Ching & Y.X.Lin
111. Adiantum lindsaeoides J.Prado & R.Y.Hirai
112. Adiantum lobatum Kunze
113. Adiantum longzhouensis A.H.Wang, F.G.Wang & F.W.Xing
114. Adiantum lorentzii Hieron.
115. Adiantum lucidum (Cav.) Sw.
116. Adiantum lunulatum Cav.
117. Adiantum macrocladum Klotzsch
118. Adiantum macrophyllum Sw.
119. Adiantum madagascariense Rosendahl
120. Adiantum mariesii Baker
121. Adiantum mariposatum M.R.McCarthy & Hickey
122. Adiantum mathewsianum Hook.
123. Adiantum mcvaughii Mickel & Beitel
124. Adiantum meishanianum F.S.Hsu ex Yea C.Liu & W.L.Chiou
125. Adiantum melanoleucum Willd.
126. Adiantum membranifolium S.Linds. & Suksathan
127. Adiantum mendoncae Alston
128. Adiantum menglianense Y.Y.Qian
129. Adiantum mindanaoense Copel.
130. Adiantum monochlamys D.C.Eaton
131. Adiantum monosorum Baker
132. Adiantum multisorum A.Samp.
133. Adiantum mynsseniae J.Prado
134. Adiantum myriosorum Baker
135. Adiantum nelumboides X.C.Zhang
136. Adiantum neoguineense T.Moore
137. Adiantum nodosum J.Prado, R.Y.Hirai & A.R.Sm.
138. Adiantum novae-caledoniae Keyserl.
139. Adiantum nudum A.R.Sm.
140. Adiantum oaxacanum Mickel & Beitel
141. Adiantum obliquum Willd.
142. Adiantum obovatum A.H.Wang, F.G.Wang & F.W.Xing
143. Adiantum ogasawarense Tagawa
144. Adiantum olivaceum Baker
145. Adiantum orbignyanum Mett.
146. Adiantum ornithopodum C.Presl
147. Adiantum ovalescens Fée
148. Adiantum oyapokense Jenman
149. Adiantum palaoense C.Chr.
150. Adiantum papilio Rakotondr. & Hemp
151. Adiantum papillosum Handro
152. Adiantum paraense Hieron.
153. Adiantum parishii Hook.
154. Adiantum patens Willd.
155. Adiantum pearcei Phil.
156. Adiantum pectinatum Kunze & Ettingsh.
157. Adiantum pedatum L.
158. Adiantum peruvianum Klotzsch
159. Adiantum petiolatum Desv.
160. Adiantum phanerophlebium (Baker) C.Chr.
161. Adiantum phanomensis S.Linds. & D.J.Middleton
162. Adiantum philippense L.
163. Adiantum phyllitidis J.Sm.
164. Adiantum platyphyllum Sw.
165. Adiantum poeppigianum C.Presl
166. Adiantum poiretii Wikstr.
167. Adiantum polyphyllum Willd.
168. Adiantum proliferum Roxb.
169. Adiantum pseudocajennense J.Prado, R.Y.Hirai & A.R.Sm.
170. Adiantum pseudotinctum Hieron.
171. Adiantum pulchellum Blume
172. Adiantum pulcherrimum Copel.
173. Adiantum pulverulentum L.
174. Adiantum pumilum Sw.
175. Adiantum pyramidale (L.) Willd.
176. Adiantum raddianum C.Presl
177. Adiantum rectangulare Lindm.
178. Adiantum reniforme L.
179. Adiantum reptans A.Rojas
180. Adiantum rhizophorum Sw.
181. Adiantum rhizophytum Schrad.
182. Adiantum rivularis Boudrie & J.Prado
183. Adiantum roborowskii Maxim.
184. Adiantum ruizianum Klotzsch
185. Adiantum scalare R.M.Tryon
186. Adiantum schweinfurthii Kuhn
187. Adiantum seemannii Hook.
188. Adiantum semiorbiculatum Bonap.
189. Adiantum sericeum D.C.Eaton
190. Adiantum serratifolium Alderw.
191. Adiantum serratodentatum Willd.
192. Adiantum shastense Huiet & A.R.Sm.
193. Adiantum shepherdii Hook.
194. Adiantum siamense Tagawa & K.Iwats.
195. Adiantum silvaticum Tindale
196. Adiantum sinuosum Gardner
197. Adiantum soboliferum Wall. ex Hook.
198. Adiantum solomonii J.Prado
199. Adiantum squamulosum J.Prado & A.R.Sm.
200. Adiantum stenochlamys Baker
201. Adiantum stolzii Brause
202. Adiantum subcordatum Sw.
203. Adiantum subvolubile Mett.
204. Adiantum taiwanianum Tagawa
205. Adiantum tenerum Sw.
206. Adiantum terminatum Kuntze
207. Adiantum tetragonum Schrad.
208. Adiantum tetraphyllum Humb. & Bonpl. ex Willd.
209. Adiantum thalictroides Willd. ex Kunze
210. Adiantum thongthamii Suksathan
211. Adiantum tibeticum Ching & Y.X.Lin
212. Adiantum tomentosum Klotzsch
213. Adiantum trapeziforme L.
214. Adiantum trichochlaenum Mickel & Beitel
215. Adiantum tricholepis Fée
216. Adiantum trilobum L.
217. Adiantum tripteris K.U.Kramer
218. Adiantum tryonii J.Prado
219. Adiantum tuomistoanum J.Prado
220. Adiantum urophyllum Hook.
221. Adiantum venustum D.Don
222. Adiantum villosissimum Mett.
223. Adiantum villosum L.
224. Adiantum viridescens Colenso
225. Adiantum viridimontanum Paris
226. Adiantum vivesii Proctor
227. Adiantum vogelii Mett.
228. Adiantum wattii Baker
229. Adiantum wilesianum Hook.
230. Adiantum wilsonii Hook.
231. Adiantum windischii J.Prado
232. Adiantum zollingeri Mett.
233. Adiantum ×ailaoshanense Y.H.Yan & Ying Wang
234. Adiantum ×janzenianum A.Rojas & C.Herrera
235. Adiantum ×moranii J.Prado
236. Adiantum ×spurium Jermy & T.G.Walker
237. Adiantum ×tracyi C.C.Hall ex W.H.Wagner
238. Adiantum ×variopinnatum Jermy & T.G.Walker

## Vanjske poveznice
|  | Zajednički poslužitelj ima još gradiva o temi Adiantum |
|  | Wikivrste imaju podatke o taksonu Adiantum             |